# 함현진
함현진(咸賢鎭, 1940-1977)은 대한민국의 배우이다. 서울에서 태어났다. 서울고교를 거쳐 중앙대학 연극영화과를 졸업했다. 극단 '산울림'의 멤버로서 주로 '산울림'의 공연에서 주역을 많이 맡았다. 연극을 하는 틈틈이 다방, 의상실 등도 경영한 그는 여러 가지 면에서 다재다능한 배우였다. 그러나 애석하게도 만혼을 한 후 이란의 수도 테헤란에서 분신 자살했다.
그가 출연한 주요작품은 <이층의 사나이> <대머리 여가수> <리어왕> <한꺼번에 두 주인을> <따라지의 향연> <고도를 기다리며> <비시에서 일어난 일> <꽃피는 체리> <뎀웨이터> <우정> <햇빛 밝은 아침> <해녀 뭍에 오르다> <가위 바위 보> <건강진단(健康診斷)> <블랙 코미디> 등이고, 여러 편에 단역으로 출연했다. 매우 예민한 감성을 지닌 배우로서 희비극에 모두 알맞은 연기자였다.